# Чорноморський маяк (газета)
«Черномо́рский мая́к» (укр. Чорноморський маяк) — видання Чорноморської міської ради Одеської області.
Видається з квітня 1977 року двічі на тиждень.
Після початку вторгнення Росії в Україну газета тимчасово припинила видання та заморозила свою роботу[джерело?].